# Jill Pipher
Jill Catherine Pipher (née le 14 décembre 1955, Harrisburg, PA) est une mathématicienne américaine.

## Formation et carrière
Elle a reçu un baccalauréat en arts de l'UCLA en 1979 et un doctorat de l'UCLA en 1985 sous la direction de John B. Garnett. Elle a enseigné à l'Université de Chicago (1985-1990) avant de prendre un poste au Brown en 1990, où elle a œuvré en tant que présidente du Département de Mathématiques de 2005 à 2008. Elle est présentement professeure de Mathématiques à l'Université Brown. 
Elle est la présidente élue de l'American Mathematical Society, et commencera un mandat de deux ans en 2019. Elle est l'ancienne présidente de l'Association for Women in Mathematics (GEA, 2011-2013), et elle a été la première directrice du Computational and Experimental Research in Mathematics (en) (ICERM, 2011-2016), un institut de mathématiques basé à Providence, RI et financé par le NSF (en).

## Travaux
Les travaux de Pipher portent sur l'analyse harmonique, l'analyse de Fourier, les équations aux dérivées partielles, et la cryptographie. Elle a publié plus de 50 articles de recherche et a co-écrit un ouvrage sur la cryptographie.
En 1996, Pipher, avec Daniel Lieman et Joseph Silverman, elle a fondé le NTRU Cryptosystems, Inc.  pour commercialiser leurs algorithmes cryptographiques, NTRUEncrypt et NTRUSign.

## Prix et distinctions
En 2012, elle est devenue membre de l'American Mathematical Society. En 2014, Pipher a été conférencière invitée à la Joint Mathematics Meetings, le plus grand rassemblement de mathématiciens aux États-Unis. Elle a été invitée à présenter une conférence pour le Mathematical Association of America intitulé The Mathematics of Lattice-based Cryptography. L'Association for Women in Mathematics l'a invitée à présenter leur Conférence Noether pour 2018. En 2017, elle a été nommée comme fellow de l'Association for Women in Mathematics.